# Warda
Warda es una película del año 2008.

## Sinopsis
¿Está satisfecha cada criatura con el papel que Dios le ha asignado? La respuesta se da desde el punto de vista de una flor, cuya ambición le hace cambiar su destino. Pero ¿cuáles serán las consecuencias?